# Enrique Egas
Henri Egas ou Enrique Egas (Tolède, vers 1455 – 1534) est un architecte et sculpteur espagnol de style hispano-flamand.

## Biographie
Ce fut l'un des membres de la famille Egas, fils de Egas Cueman qui l'initia à la profession alors que l’Espagne vivait une grande activité de construction religieuse. Il se trouva en 1495 à travailler pour la cathédrale Sainte-Marie de Tolède, où il acquit gloire et prestige, et dont les techniques se répandirent en Castille, Andalousie et Galice. Dans la cathédrale de Tolède il réalisa la réforme de la Chapelle mozarabe en 1519. Il fut aussi le maître d'œuvre de l'hôpital Santa Cruz, aujourd'hui un musée.
Après la fin de la Reconquista, les rois catholiques lui confièrent la réalisation de l’hôpital royal de Santiago (hôpital des Rois-Catholiques), de Tolède (Musée Santa Cruz de Tolède) et de Grenade (Hôpital royal de Grenade (es)), où il développa un nouveau type d'hôpital indépendant, qui n’était plus attaché à un monastère, un couvent ou une église. Ce nouveau type s’organisait selon un plan en croix latine. En son centre se trouvait un autel où la messe était célébrée et au cours de laquelle venaient les patients qui se situaient dans les nefs généralement différenciés selon le sexe et la gravité de leur maladie. Ces quatre nefs furent flanquées de quatre patios qui amenaient la lumière et la ventilation dans les chambres pour les malades. Cette conception n'était pas nouvelle, et était une adaptation du schéma de la Renaissance italienne, dont un exemple évident est l'Ospedale Maggiore de Milan, conçu par Le Filarète.
Selon Secundino Zuazo dans un discours du 8 novembre 1948 sur la genèse architecturale du monastère de l'Escurial, ses hôpitaux royaux sont d'une importance capitale pour comprendre son parcours.
Il développa son travail dans la cathédrale nouvelle de Plasencia de l’hôpital royal de Saint-Jacques-de-Compostelle. En 1505, après la prise de Grenade, il fut chargé de la direction de la chapelle royale de Grenade et en 1511 de l’hôpital royal de Grenade. Il intervint dans de nombreuses autres constructions comme cathédrale de Malaga, le monastère d'Uclés et la bibliothèque de l'université de Salamanque. Il se chargea de visiter et d’évaluer la cathédrale de Jaen, sur laquelle en 1501 fut réalisée la frise (moulage) gothique commandée par le même évêque Alonso Suárez de la Fuente del Sauce.